# NGC 3077

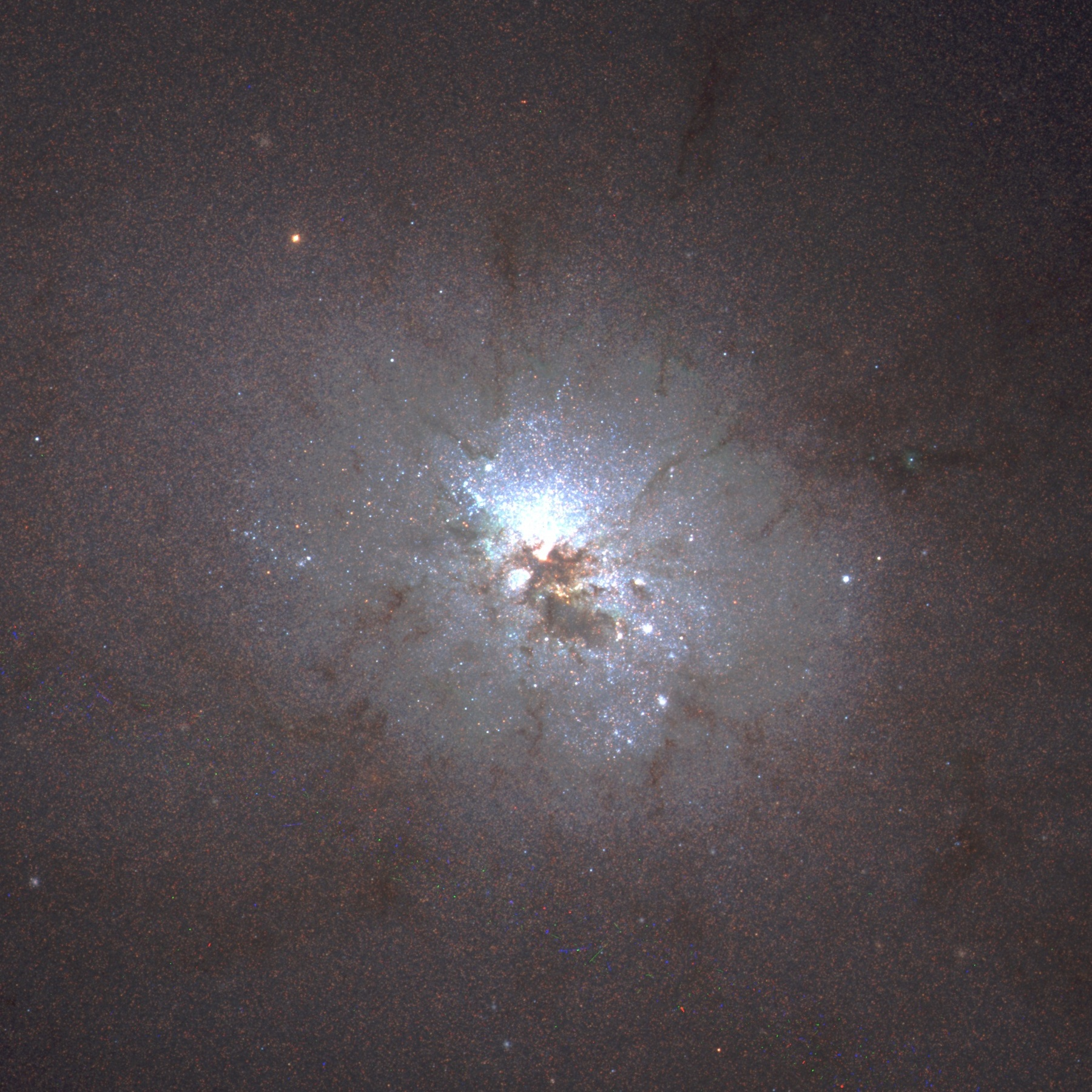
Hình chụp thiên hà NGC 3077 bởi kính viễn vọng Hubble

NGC 3077 (hay tên gọi khác là UGC 5398, PGC 29146) là tên của một thiên hà elip nhỏ bị phá vỡ. Nó là thành viên của nhóm thiên hà M81, nhóm này nằm ở phía bắc chòm sao Đại Hùng. Mặc dù hiện tại nó giống như thiên hà elip, nhưng vì nó bị phá vỡ nên nó là một thiên hà dị thường bởi vì 2 lí sao sau. Lí do thứ nhất là nó có những rìa mỏng và có các đám mây mỏng lưa thưa mà có thể là kết quả của sự tương tác hấp dẫn với những thiên hà lân cận to hơn giống như là Messier 82. Thứ hai, thiên hà này có chứa một nhân thiên hà hoạt động. Điều này đã làm cho nó được phân loại là thiên hà Seyfert và ngày nay thì không còn nữa.
NGC 3077 được phát hiện bởi nhà thiên văn học người Anh gốc Đức William Herschel phát hiện và mô tả rằng "Ở phía đông bắc, có một tia mờ làm mất đi trạng thái tròn.". William Henry Smyth cũng mô tả nó là "Một tinh vận sáng hình tròn, có màu trắng trong và sáng lên ở vùng trung tâm. Giữa những ngôi sao của nó, bầu trời có màu vô cùng đen và tinh vân ấy như thể lơ lửng trong không gian vô hạn, ở một khoảng cách không tưởng tượng được.

## Sự đo khoảng cách
Có ít nhất hai phương pháp đo khoảng cách được sử dụng để xách định khoảng cách của NGC 3077. Thứ nhất là sử dụng sự dao động của độ sáng bề mặt cho được kết quả là khoảng 13.2 ± 0.8 triệu năm ánh sáng. Tuy nhiên NGC 3077 thì đủ gần để xác định bằng phương pháp "đỉnh của nhánh sao khổng lồ đỏ" (tiếng Anh: Tip of the red-giant branch) và cho kết quả là 12.5 ± 1.2 triệu năm ánh sáng. Tính trung bình lại thì khoảng cách của nó là 12.8 ± 0.7 triệu năm ánh sáng.

## Dữ liệu hiện tại
Theo như quan sát, đây là thiên hà nằm trong nhóm M81 và dưới đây là một số dữ liệu khác:
Xích kinh 10h 03m 19.1s
Độ nghiêng +68° 44′ 02″
Giá trị dịch chuyển đỏ 14 ± 4 km/s
Cấp sao biểu kiến 10,6
Kích thước biểu kiến 5′.4 × 4′.5